# Gorkhe
Gorkhe (nep. गोर्खेधाप) – gaun wikas samiti we wschodniej części Nepalu w strefie Meći w dystrykcie Ilam. Według nepalskiego spisu powszechnego z 2001 roku liczył on 1031 gospodarstw domowych i 5208 mieszkańców (2545 kobiet i 2663 mężczyzn).